# Marc Valeri Messal·la Corví
Marc Valeri Messal·la Corví (en llatí: Marcus Valerius M. f. M. n. Messalla Corvinus) va ser un magistrat, escriptor i orador romà que a l'època de la transició de la República i a l'imperi d'August. Era fill de Marc Valeri Messal·la Níger, cònsol l'any 61 aC. Formava part de la gens Valèria i era de la família dels Messal·la.

## Biografia
Va néixer, segons Eusebi de Cesarea, l'any 59 aC, el mateix any que l'historiador Titus Livi, però probablement és un error, perquè abans d'acabar la tercera guerra civil, l'any 43 aC ja tenia una certa reputació com a orador. Se suposa que va néixer alguns anys abans potser el 69 aC. Es va educar en part a Atenes on va ser amic d'Horaci i Bíbul. Després de la mort de Juli Cèsar i abans de la formació del segon triumvirat va tornar a Itàlia i es va unir al partit senatorial i especialment al seu cap Cassi, a qui va guardar respecte tota la seva vida. Encara que Messal·la es va passar després al partit d'Octavi, va seguir anomenant a Cassi «el meu general».
Messal·la va ser proscrit, però com que els seus parents van demostrar que era absent de Roma l'any 44 aC quan va passar l'assassinat de Cèsar, va ser absolt pels triumvirs, que encara que desitjaven la riquesa de la família, el van treure de la llista dels proscrits i li van oferir seguretat per a ell i la seva fortuna. Messal·la va rebutjar les ofertes de quedar-se a Roma i va acompanyar Cassi a l'Àsia. Va ocupar el tercer lloc al comandament de l'exèrcit republicà. El primer dia de la batalla de Filipos va destruir el campament d'Octavi i va estar a punt de fer-lo presoner. Morts Brut i Cassi, Messal·la amb un nombrós grup de fugitius, es va refugiar a l'illa de Tassos. Els seus seguidors, encara que vençuts, no estaven desorganitzats, i li van oferir el comandament de l'exèrcit. Però els va convèncer de negociar un arranjament honorable amb Marc Antoni al que va ser fidel fins que la influència de Cleòpatra va anunciar la seva caiguda, que era fàcil de preveure. Llavors, per tercera vegada, va canviar de partit i es va passar a Octavi, al que va servir eficaçment a Sicília l'any 36 aC contra Sext Pompeu, a l'anomenada Guerra de Sicília. Messal·la va ajudar Octavi quan aquest va ser derrotat a Taormina per Sext Pompeu l'any 36 aC. Després de la derrota de Pompeu va ser nomenat àugur. Segons Dió Cassi, l'any 34 aC va lluitar als Alps contra els salasses, una tribu celta muntanyenca que s'havia revoltat, encara que aquesta acció la va portar a terme Gai Antisti Vet.

### Cònsol sufecte
Un decret del senat va derogar el consolat de Marc Antoni l'any 31 aC i Messal·la va ser nomenat cònsol sufecte al seu lloc. Va lluitar llavors contra els seguidors d'Antoni a Síria que va derrotar a Dafne. Es va mostrar un guerrer sense escrúpols, ja que va exterminar els soldats i els gladiadors de l'exèrcit de Marc Antoni tot i haver donat garanties de que si es rendien els estalviaria la vida i la llibertat.
El 28 i 27 aC va ser procònsol a Aquitània i va obtenir els honors del triomf per haver sotmès una insurrecció dels aquitans. Probablement després va ser prefecte en algun lloc d'Àsia. Probablement l'any 30 aC va ser designat pel senat per saludar August amb el títol de pater patriae. Suetoni ha conservat l'inici del discurs que va fer en aquesta ocasió. L'any 27 aC durant els disturbis als comicis, va ser nomenat guardià de la ciutat, un antic càrrec restaurat efímerament per August, però al que va renunciar al cap de poc, ja que considerava les funcions contràries a la llei (incivilem potestatem quasi nescius imperandi).
Poc després Messal·la es va retirar de la vida pública excepte del càrrec d'àugur pel qual havia estat nomenat especialment per August, ja que no hi havia cap vacant al col·legi augural. Dos anys abans de morir la seva memòria va fallar i no recordava ni el seu nom. Va morir entre el 3 aC i el 3 dC. Va deixar com a mínim dos fills: Aureli Cotta Messal·lí i Marc Valeri Messal·la Messal·lí. La tomba on va ser enterrat era magnificent.

### Patrocini i escrits
Messal·la es distingí tant al món literari com polític a Roma. Va ser mecenes de persones que s'iniciaven en la literatura i en les arts, i ell mateix era historiador, poeta, gramàtic i orador. Va escriure una història, o més aviat uns comentaris sobre les guerres civils després de la mort de Cèsar, del qual tant Suetoni com Plutarc van treure informació. Cap a la fi de la seva vida va compondre una obra genealògica, De Romanis Familiis. Una altra obra que se li atribueix, De Progenie Augusti, que citen Eutropi i altres historiadors menors, és una falsificació pòstuma. S'havia rodejat de literats importants, com ara Tibul, Emili Macer, Corneli Sever, Sulpicia i altres. El seu grup d'intel·lectuals es coneixia com el «cercle de Messal·la».
Els seus poemes eren ocasionals i de caràcter satíric i fins i tot llicenciós. Va escriure també diversos tractats de gramàtica especialment sobre l'ús de les lletres soles, sota els títols Liber de S. Litera i Liber de involute Dictis. Com a orador va ser alabat per Ciceró, que diu que era suau i correcte, però poc original i no gaire vigorós.
Dels seus discursos es van conservar alguns títols:
- Contra Aufidiam
- Pro Liburnia (del qual Pescenni Fest n'ha conservat alguns fragments)
- Pro Pythodoro
- Contra Antonii, Literas
- De Antonii Statuis[2]